# Charles Cotton (Dichter)

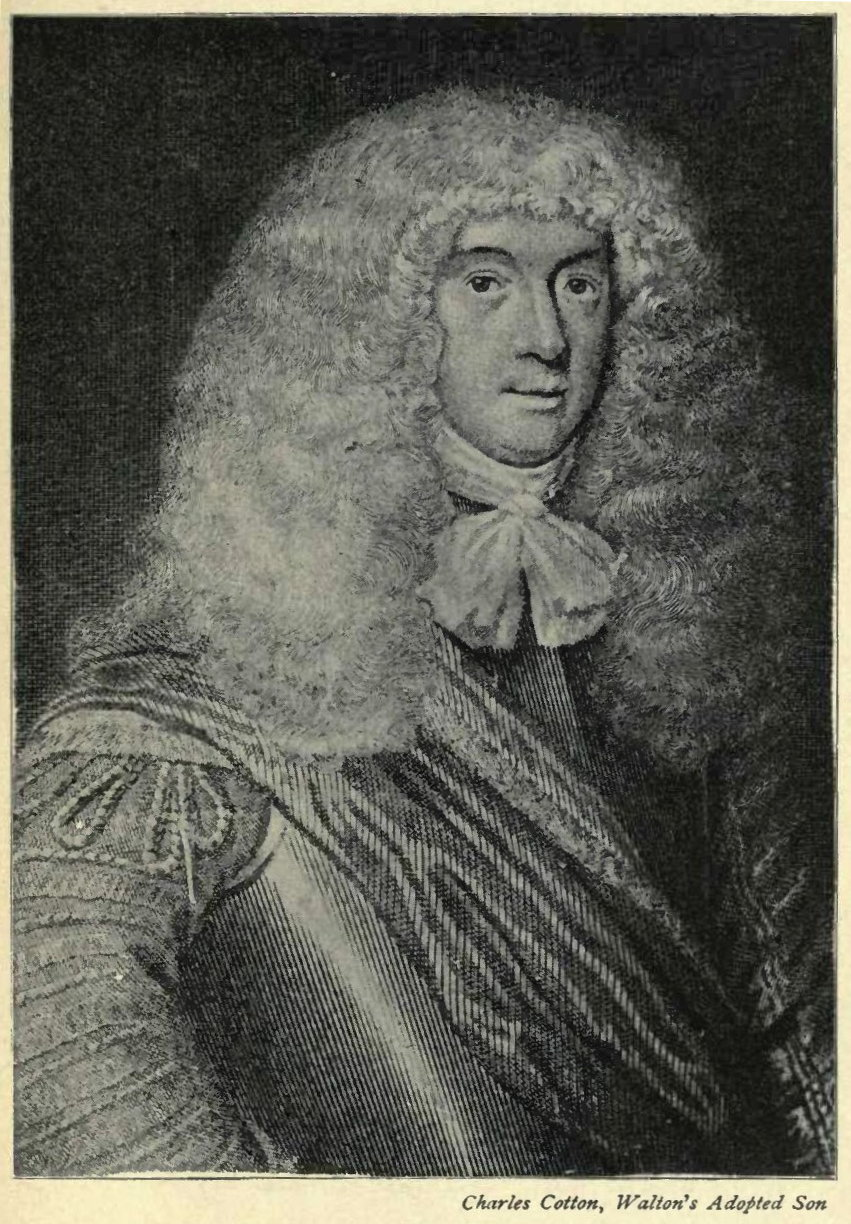
Charles Cotton

Charles Cotton (* 28. April 1630 in Alstonefield, Staffordshire; † 16. Februar 1687 in London) war ein englischer Dichter, Übersetzer und Angler.
Er dichtete u. a. Burlesken auf Lucius auf Vergil und übersetzte Werke in das Englische, am bekanntesten wurden seine Übertragungen der Essays von Michel de Montaigne.
Er war ein begeisterter Angler und schrieb dazu Anleitungen, er gilt bis heute als der „Vater der Fliegenfischer“. Um 1655 befreundete er sich mit dem „Vater der Angler“ Izaak Walton.

## Werkausgabe
- The poetry of Charles Cotton, edited by Paul Hartle, Oxford, United Kingdom: Oxford University Press, 2017-, ISBN 978-0-19-812350-7